# Thierry Crifo
Œuvres principales
Paris parias
Thierry Crifo, né le 16 octobre 1954 à Tunis, est un écrivain et scénariste français.

## Biographie
Après une première année de droit et cinq ans consacrés au cinéma, aux échecs et aux voyages, Thierry Crifo se retrouve sur les plateaux de télévision en 1981 où il exerce plusieurs métiers (tireur de câbles, pousseur de caméras, assistant caméraman et caméraman) jusqu’en 1993. C'est pendant cette période que son premier roman et une quinzaine de scénarios pour des séries télévisées sur TF1 voient le jour. Il se consacre à présent pleinement à l'écriture, tant pour la jeunesse que pour les adultes, alternant romans et nouvelles. Il anime également des ateliers d'écriture en milieu scolaire et carcéral.

### Romans
- Toile de fond, Villeurbanne, Éd. Jean-Luc Lesfargues, coll. Choc Corridor, 1984 (no 4), 200 pages. Rééd. : Éd. du Masque, coll. Le Masque, 2004, 214 pages (no 2490)
- La Ballade de Kouski, Gallimard, coll. Série Noire, 1998 (no 2490), 274 pages. Réimpages : 04/2001. Rééd. : Gallimard, 2003, 277 pages (coll. Folio policier ; no 307)
- Paris parias, Gallimard, coll. Série Noire, 2001, 309 pages ; no 2609). Prix Sang d'encre des Lycéens 2001. Rééd. aux Éditions du Masque, coll. Le Masque, 2005, 310 pages (no 2497). Préface de Jean-Hugues Oppel.
- Vieux comme le monde : de 70 à 106 ans, Baleine, coll. Série grise, 2001, no 10, 90 pages
- J'aime pas les types qui couchent avec maman, Éd. du Masque, 2004, 322 pages Prix des Terrasses du polar de Marseille 2004.
- Obsession Elle. Paris, Éd. la Vie du Rail, 2004, 122 pages (coll. Rail Noir ; no 7)
- Femmes dans la ville. Chaillé-sous-les-Ormeaux, Éd. l’Idée bleue, 2007, 107 pages (coll. Mots-Nambules). Contient : « Les Portes de la liberté » ; « Marguerite et les dimanches ».
- Paternel à mort (titre primitif : Daddy pas cool). Éd. du Masque, 2006, 197 pages Prix Lion noir Neuilly-sur-Plaisance 2007
- Flambeur, Paris : Le Passage, 2006  (ISBN 2-84742-089-4), 113 pages
- Les Portes du garage, Perpignan : Mare nostrum, coll. Polar rock, 2008  (ISBN 978-2-908476-60-6)
- L'Effet carabin, Paris : Éd. la Branche, coll. Suite noire (no 25), 2008  (ISBN 978-2-35306-026-9), 95 pages
- Bus 67, Monterey pop, Montreuil : Folies d'encre, 2008  (ISBN 978-2-907337-50-2), 61 pages
- Pigalle et la fourmi (série : Le Poulpe), Paris : Baleine, 2008, 201 pages (coll. Le Poulpe ; no 226). Bandeau-jaquette avec la mention « Le Poulpe à Pigalle ».
- Lignes croisées, Paris : Au-delà du raisonnable, 2012  (ISBN 978-2-919174-06-5), 315 pages

### Romans pour la jeunesse
- La Dernière séquence, série : Le Furet enquête, illustrations de Frédéric Rébéna, Albin Michel jeunesse, 2001 (coll. Le Furet enquête ; no 28), 166 pages
- On a volé les Betacam, iIllustrations de Nicolas Wint, Gallimard jeunesse, 2003, 85 pages (coll. Folio Junior ; no 1264. Série Drôles d’aventures ; no 34). Un mot de l’auteur pp. 88-89, un mot de l'illustrateur p. 90 (à partir de 9 ans)
- Le Vieil aveugle de Saint-Lazare, Syros jeunesse, coll. Souris Noire, 2003, 151 pages (à partir de 12 ans)
- Rebelle. Paris : Syros jeunesse, coll. Rat noir, 2007  (ISBN 978-2-7485-0577-1), 122 pages
- Casting mortel, Clichy : Éd. du Jasmin, coll. Jasmin noir no 1), 2012  (ISBN 978-2-35284-105-0), 127 pages

### Recueils de nouvelles
- La Vengeance du maso : et autres nouvelles, Paris : La Branche, 2009,  (ISBN 978-2-35306-039-9), 208 pages
- Ville de nuits, Le Havre : Rue du départ, coll. Voyage noir, 2012  (ISBN 979-10-90565-02-9), 126 pages

### Nouvelles
- Rendez-vous in Angel City, dans Little Bob Stories : histoires pour Roberto. Rennes : Goater, coll. « Goater Noir poche », 03/2021, p. 155-167.  (ISBN 979-1-097465-42-1)

### Articles et autres textes brefs
- « Moteur », in livret CD audio Le Polar fait son cinéma, Éditions Universal Music Projets Spéciaux, 2001 (offert par les Éditions Gallimard, hors commerce). Réf. : 556 479-2. Durée : 47 min 26 s. 10 pistes.
- « Portrait » (éléments autobiographiques) en ligne sur le site romanpolicier.com depuis le printemps 2001.
- « Petit Champion du monde des paranos » (série Huit auteurs de polar journalistes à France-Soir), France-Soir, vendredi 19 octobre 2001, no 1019, p. 32, rubr. « Humour ».
- « Little Big Robert and Roll Man ». Compact Crossroads : de la musique avant toute chose. Paris, Bandits Company, mai 2004, no 21, p. 85, dans le cadre d’un dossier « Little Bob : combat rock », réalisé par Nadia et Dom Sarraï-Desseigne.
- « Carré noir » (grille de mots croisés), avec Jean-Hugues Oppel. 813 : les amis de la littérature policière, juin 2005, no 93, p. 44. Solution in 813 no 94.

## Discographie

### Chansons
- « Elle fait ça bien = She does it right », Wilko Johnson, interprété par Docteur Fox, Pas peur du Noir, Rock’n French Polar, produit par Pas Serial S’abstenir, Besançon. 2003.
- « Roxette ». Wilko Johnson, interprété par Docteur Fox, Pas peur du Noir, Rock’n  French Polar, produit par Pas Serial S’abstenir, Besançon, 2003.
- « Mes lunettes noires » . Musique Michel Richard, Gilles Trinita. Pas peur du Noir, Rock’n  French Polar, produit par Pas Serial S’abstenir, Besançon, 2004.
- « J’ai fait mon temps » . Musique et interprétation Maarten. CD audio Polaroïds Rock, produit par Les Ancres Noires, dans le cadre du festival » Le polar à la plage » Le Havre, 2005.
- « Sale rupture ». Musique et interprétation J.-P. Nataf. CD audio Polaroïds Rock, produit par Les Ancres Noires, dans le cadre du festival  « Le polar à la plage »  Le Havre, 2006.

## Théâtrographie
- La Balade de Kouski. Lecture musicale. Adaptation : Thierry Crifo d’après son roman. Guitare : Luc Maclar. Interprètes : Alain Duclos (Kouski) et Béatrice Michel (Clo / Sandra Serpolette / Virginie Sandal). Association Pas sérial s’abstenir, Librairie Camponovo. Représentations : Loup du Faubourg (Paris), automne 1998 ; Les Passagers du Zinc (Besançon), vendredi 3 décembre 1999. Reprises, avec comme interprètes : Hubert Gordon (Kouski) et Béatrice Michel (Clo / Sandra Serpolette / Virginie Sandal). Théâtre de Lamur, 20-30 avril 2002 ; Neuville-le-Roi, printemps 2002 ; Médiathèque Boris-Vian (Orly Nord), mardi 20 mai 2003.
- Moment BoBo. Compagnie Gravitation, octobre 2000, mai 2001. Texte : Thierry Crifo. Interprètes : Sandrine Aguilo, Alain Baud, Patrice Boss, Jean-Marie Buret, Rose-Marie Chapoutot, Kamel et Kamel, Catherine Franzy, Élodie Kroenig, Mustapha Lafrej, Jacqueline Letondal, Yves Nachin, Thomas Potautard, Mehmet Oznargoz, Luis Rodriguez, Olivier Roy, Michel Tinguely. Décor : Charles Boisson. Costumes : Bruno Jouvet. Représentation : 19 mai 2001 au Festival de Besançon, unique représentation.
- Vieux comme le monde. Compagnie Interligne, Tours (2004). Mise en scène : Francis Dombret. Adaptation : Patrick Harivel d’après le roman de Thierry Crifo. Interprètes : Patrick Harivel (Berti / M. Raymond / Jeannot la Perle) et Didier Buisson (Dédé d’Endroit). Musique : Didier Buisson. Lumières : Claude Fontaine. Costumes et accessoires : Sylvie Savignard. Décor : Jean-Michel Chartier. Une production de la Compagnie Interligne (Tours), coproduit par Egg’s Echo (Paris). Avec le soutien du Bateau Ivre (Tours) et du Centre culturel de Nazelles-Négron. Représentations : Bateau Ivre (Tours), 12 mai 2004 ; Tremplin Théâtre (Paris), du 29 septembre au 30 octobre 2005 ; Saint-Florent-sur-Cher (18), 8 avril 2006...

En 2007, une deuxième création voit le jour. En effet, M. Raymond est interprété par Francis Dombret tandis que Patrick Harivel garde le rôle de Berti. Toujours sur les musiques de Didier Buisson, ce spectacle est toujours en tournée en 2011.

## Récompenses
- Prix Sang d'encre des Lycéens 2001, pour Paris parias.
- Prix des Terrasses du polar de Marseille 2004, pour J'aime pas les types qui couchent avec maman.
- Prix Lion noir Neuilly-sur-Plaisance 2007, pour Paternel à mort